# Tezaurace (muzeologie)
Tezaurace v muzeologii označuje zařazení již selektovaných předmětů do sbírkového fondu. Ve sbírkotvorném procesu navazuje fáze tezaurace na fázi selekce.
Tezaurační proces se zásadně liší od běžného vytváření sbírek tím, že nejde jen o pouhé pořádání vybraných prvků, ale o formování takového systému selektovaných prvků, který na jedné straně odráží vnitřní vztahy muzealizované skutečnosti a na straně druhé reprezentuje na kvalitativně vyšší úrovni kulturně paměťový význam muzealizované skutečnosti.
Tezaurační proces musí provázet informační dokumentace vědeckého vyhodnocování a systematizace sbírky. Prostřednictvím této vědecké dokumentace zachycujeme jak tezaurované, tak tezaurační informace. Vytváříme informační tezaurus sbírky a jeho prostřednictvím můžeme všestranně operovat s obsahem sbírky a využívat ji k vědeckým a kulturním účelům. Soudobé uplatňování počítačů nám umožňuje zachytit celý tezaurační proces mnohem komplexněji a zejména optimálně fixovat informační obsah sbírek. Informační ovládáni sbírek nám dovolí, abychom mnohostranně operovali se sbírkou a přistupovali k ní jako k otevřenému a dynamickému systému.
V rámci tezauračního procesu musíme rozlišovat dvě roviny: První tvoří ontické prvky sbírky – autentické a ikonické. Jen ty patří do systému sbírkového fondu. Druhou tvoří soubor poznatků vědecké identifikace a vyhodnocování tezauračního procesu, který je třeba fixovat v rámci vědecké dokumentace. Propojení sbírkového fondu s vědeckou dokumentací tvoří to, co můžeme označovat jako muzeální tezaurus – kulturní poklad.